# Band Hero
Band Hero és un videojoc musical que pertany a la saga Guitar Hero. Desenvolupat per Neversoft, Vicarious Visions i Budcat Creations, es tracta d'una nova expansió similar al Guitar Hero 5, publicada durant el novembre de 2009. La versió per les consoles utilitza controladors de videojocs que simulen instruments i la versió per la DS utilitza el dispositiu "Guitar Grip" introduït en el Guitar Hero: On Tour. Alguns dels avatars dels artistes introduïts en aquesta expansió són Taylor Swift, Adam Levine i el grup No Doubt.

## Jugabilitat

### Versió principal
L'estructura del videojoc està basat en el Guitar Hero 5, darrer títol principal de la saga que es va publicar anteriorment al Band Hero. Això inclou la formació de les bandes amb indiferent combinació d'instruments, menús per canviar la dificultat durant la cançó o modes de joc per multijugador addicionals. Els artistes Taylor Swift, Adam Levine (de Maroon 5) i el grup No Doubt van realitzar les respectives captures de moviment per aparèixer en el joc com a avatars.
Pel que fa als instruments, aquest són els mateixos que el Guitar Hero 5: micròfon, guitarra solista, baix elèctric i la bateria, que és l'únic que ha estat modificat. El controlador de la bateria ("Band Hero Drum Kit") ha estat redissenyat per millorar el seu funcionament, tot i que continua estant formada pels mateixos components: un pedal per simular el bombo, tres pads a mitjana alçada en forma de disc (tarola o caixa, i dos tom-toms) i dos pads elevats que simulen els hi-hat i crash. La base de la bateria és més estilitzada i els tambors més elevats respecte a la base. Els dos plats tenen una forma més circular, ja que abans tenien forma triangular. També s'ha millorat la seva sensibilitat a causa de les nombroses queixes rebudes amb els anteriors jocs que la incorporaven. Mentre a Europa, la nova bateria estava disponible per a totes les plataformes des que es va llançar el videojoc, als Estats Units només estava disponible exclusivament per la Wii, i per la Xbox 360 i la PlayStation 3 va arribar més tard. Tanmateix, en totes les consoles, la nova bateria era compatible amb la resta de videojocs de la saga.

### Versió DS
La versió del videojoc per a la Nintendo DS incorpora la capacitat de jugar amb els mateixos instruments que la versió convencional. Tot i que el joc és compatible amb la DS, la DS Lite i la DSi, només els jugadors de la DS Lite poden jugar amb tota la banda. Per tocar la guitarra i el baix és necessari utilitzar el "Guitar Grip" que ja s'utilitzava en versions anteriors: Guitar Hero: On Tour, Guitar Hero On Tour: Decades i Guitar Hero On Tour: Modern Hits. Per la bateria s'ha desenvolupat una caràtula per la part inferior de la consola que proveeix quatre "pads" o panells tàctils que simulen quatre tambors. La caràtula només és compatible amb la Nintendo DS Lite perquè les tres consoles DS (DS, DSi i DS Lite) tenen formes diferents. Els desenvolupadors van escollir la DS Lite malgrat que no era la versió més nova, però si que és la que estava més estesa en el mercat. Per aquesta versió també es va incloure un micròfon per tal de cantar la part vocal de les cançons. Mitjançant la connexió wireless de les consoles, el videojoc permet jugar de forma multijugador donant suport a un màxim de quatre jugadors, i de forma similar al Guitar Hero 5, permet qualsevol combinació d'instruments. Això no obstant, no permet la utilització de la Nintendo Wi-Fi Connection ni la descàrrega de material addicional.

## Banda sonora
Pel que fa a les consoles, la banda sonora principal del videojoc està formada per 65 cançons famoses. El Band Hero permet descarregar les cançons descarregables del Guitar Hero World Tour i també es preveu que sigui possible amb el Guitar Hero 5. També es poden importar cançons de la banda sonora principal del Guitar Hero 5 i del Guitar Hero Greatest Hits mitjançant una petita quota per pagar els drets de transferència.
En el cas de la banda sonora per la DS, el repertori està formada per 30 cançons.

## Recepció
El videojoc va rebre crítiques oposades segons els mitjans especialitzats. Els aspectes positius que es van remarcar foren la utilització de les característiques afegides en el Guitar Hero 5, especialment els modes de joc multijugador que permeten gaudir del joc en grup, la millora del mode carrera i la millora del servei "GHTunes". Alguns mitjans van criticar que el Band Hero estava massa centrat en el públic jove femení degut a les cançons de la banda sonora escollides, l'esquema de colors utilitzat i la figura de la Taylor Swift com a artista destacada. També es va criticar que la banda sonora era relativament curta respecte als títols anteriors i que algunes cançons no suposaven cap repte important tot i ser de les més comercials. Les lletres d'algunes cançons foren censurades per eliminar paraules malsonants i permetre que el videojoc pogués rebre la catalogació de familiar, fet que alguns crítics van trobar poc elegant i estrany. Per exemple, de la cançó ''American Pie'' de Don McLean es va eliminar la paraula "whisky", però de "Gasoline" de The Airborne Toxic Event no es va censurar res tot i que parla sobre el sexe. La majoria de mitjans van indicar que el Band Hero es tractava d'una bona ampliació de la saga cap a un públic que desitjava cançons més comercials en lloc de rock dur, i també era positiu la capacitat d'importar i exportar cançons amb el Guitar Hero Arxivat 2014-10-04 a Wayback Machine. 5. Tanmateix, els més negatius veien el videojoc com un simple gran pack de cançons comercials perquè les novetats afegides eren mínimes.
Fins al mes de gener de 2010, s'havien venut al voltant de 600.000 unitats del videojoc a Amèrica del Nord.

### Demanda de No Doubt
L'endemà del llançament del Band Hero, el grup No Doubt va interposar una demanda contra Activision de la mateixa forma que ho va fer Courtney Love per la figura del seu ex-marit Kurt Cobain, on l'avatar del cantant es podia utilitzar per liderar el grup en les actuacions. El grup No Doubt va indicar que el seu contracte amb la distribuïdora es limitava a la utilització dels seus membres només en les seves tres cançons que conté el repertori, però no que es podien utilitzar els seus avatars per la resta de cançons. Activision va al·legar que era "públicament conegut" el fet que quan es desbloquejava un personatge, aquest es podia utilitzar en tots els modes de joc.